# 稻荷壽司
稻荷壽司（日语：稲荷寿司），亦稱為豆皮壽司、腐皮壽司，為油炸豆皮包裹醋飯而成的種類壽司。豆皮壽司是壽司中較為平價常見的品項，是日本常見的家庭料理。起源于稻荷神的使者狐狸喜愛吃炸物，於是在豐川稻荷前商店街被發明出來的供奉食品。

## 作法

### 豆皮
首先將豆皮放入滾水鍋中，將豆皮的油臭味與髒污燙出後取出，將豆皮稍作晾乾後，再放入用柴魚片或昆布熬煮而成的高湯滷製，另外用日本酒、醬油、味醂、砂糖調味。煮滾後熄火將豆皮用傳通煮的方式，使其在滷汁中放涼靜置一天後，再將其煮過一次使其更加入味。

### 醋飯
壽司飯也可以加入少許的日本酒跟昆布來煮，這樣會更香並使飯更具黏性。飯煮熟後將飯放至木盆或大盤子中，並使用飯匙將剛煮好的米飯徹底撥開撥鬆，避免使得米飯太濕。另外調製醋飯汁，用壽司醋、砂糖、鹽按米飯多寡照比例調製加入飯中均勻拌入。醋飯汁要分次倒入觀察米飯吸取醋飯汁的狀況，避免醋飯太過濕潤影響口感，接下來快速用飯匙用斜切姿勢將米飯撥開撥鬆，讓米飯快速降溫並吸取醋飯汁。

### 捏製
豆皮跟醋飯放涼後，雙手手掌沾取少許的醋飯汁殺菌並避免黏手，左手用拇指將豆皮的袋口打開，右手捏取適當大小的飯糰塞入豆皮，左手再握緊豆皮使其袋口收緊即可完成。關東地區通常作成米袋形狀、關西則將豆皮對切作成三角形。
有些店家的豆皮壽司的醋飯還額外添加了胡蘿蔔和香菇、紅薑、黑木耳、竹筍、芝麻、羊栖菜、碎豆皮、蓮藕、牛蒡、薑片等食材來增添味道與口感。另外為了視覺與口感變化，有些店家會將豆皮外翻作成類似裏捲的樣式。